# Poignard de tranchée Mle 1915
Poignard de tranchée Mle 1915 ist ein im Ersten Weltkrieg entwickeltes improvisiertes Kampfmesser, ein sog. Grabendolch. Die Waffe wurde von den Soldaten der französischen Armee für den Nahkampf verwendet. Die Waffe sollte das behelfsmäßige Clou français ablösen und wurde schon 1916 durch das Couteau Poignard Mle 1916 ersetzt.

## Hintergrund
Die französische Armee besaß kein geeignetes Kampfmesser für Grabenkämpfe. Das Poignard-Baïonnette Lebel M1886/14 war ein langes Stilett und diente als Grundlage. Um eine bessere Handhabe zu gewährleisten, wurde die Klinge des Stiletts gekürzt und mit einem Holzgriff versehen. Aus einer Klinge des Poignard-Baïonnette Lebel M1886/14 konnten drei Klingen des Poignard de tranchée Mle 1915 geschaffen werden. Die Waffe bewährte sich im Einsatz nicht und brach häufig ab.